# Белинда (сателит)
Белинда је природни сателит Урана.
Овај сателит је добио своје име према јунакињи из романа Александра Поупа. При самом открићу овог сателита коришћено је привремено име S/1986 U 5. Белинда је понекад такође позната под именом Уран XIV. Овај сателит је откривен од стране свемирске сонде Војаџер 2, 13. јануара 1986. године. Осим Белиндине орбите и њеног ниског албеда мало је познато о овом сателиту.